# Deutsche Botschaft Lissabon
Die Deutsche Botschaft Lissabon ist die diplomatische Vertretung der Bundesrepublik Deutschland in der Portugiesischen Republik. Sie ist auch für die Republik Kap Verde zuständig.

## Lage und Gebäude
Die Kanzlei der Botschaft befindet sich im Zentrum der portugiesischen Hauptstadt Lissabon. Die Straßenadresse lautet: Campo dos Mártires da Pátria 38, 1169-043 Lisboa.

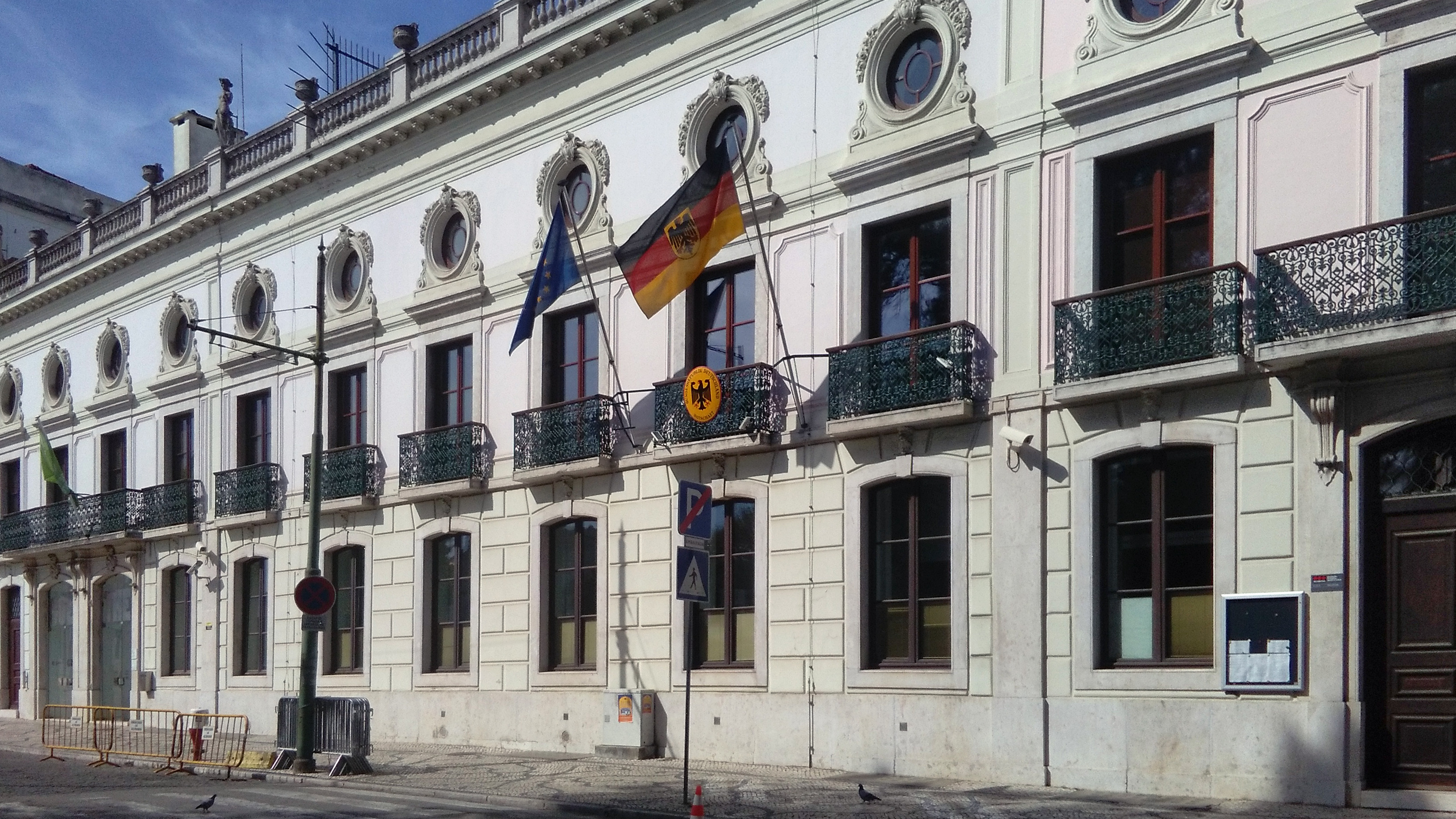
Botschaft Lissabon, Kanzlei

Die Botschaft teilt sich mit dem Goethe-Institut Lissabon den Palácio Valmor. Es handelt sich um ein ehemaliges Stadtpalais aus dem 16. Jahrhundert. Von 1914 bis zum Jahr 1957 wurde das Haus von der Rechtswissenschaftlichen Fakultät der Universität Lissabon genutzt. Nach Rückgabe und Nutzung als deutsche Auslandsvertretung stellte sich erweiterter Raumbedarf heraus. Die damalige Bundesbaudirektion ließ daraufhin die Bausubstanz abreißen und bewahrte lediglich die denkmalgeschützte Fassade, hinter der neue Räumlichkeiten für die Kanzlei errichtet wurden.

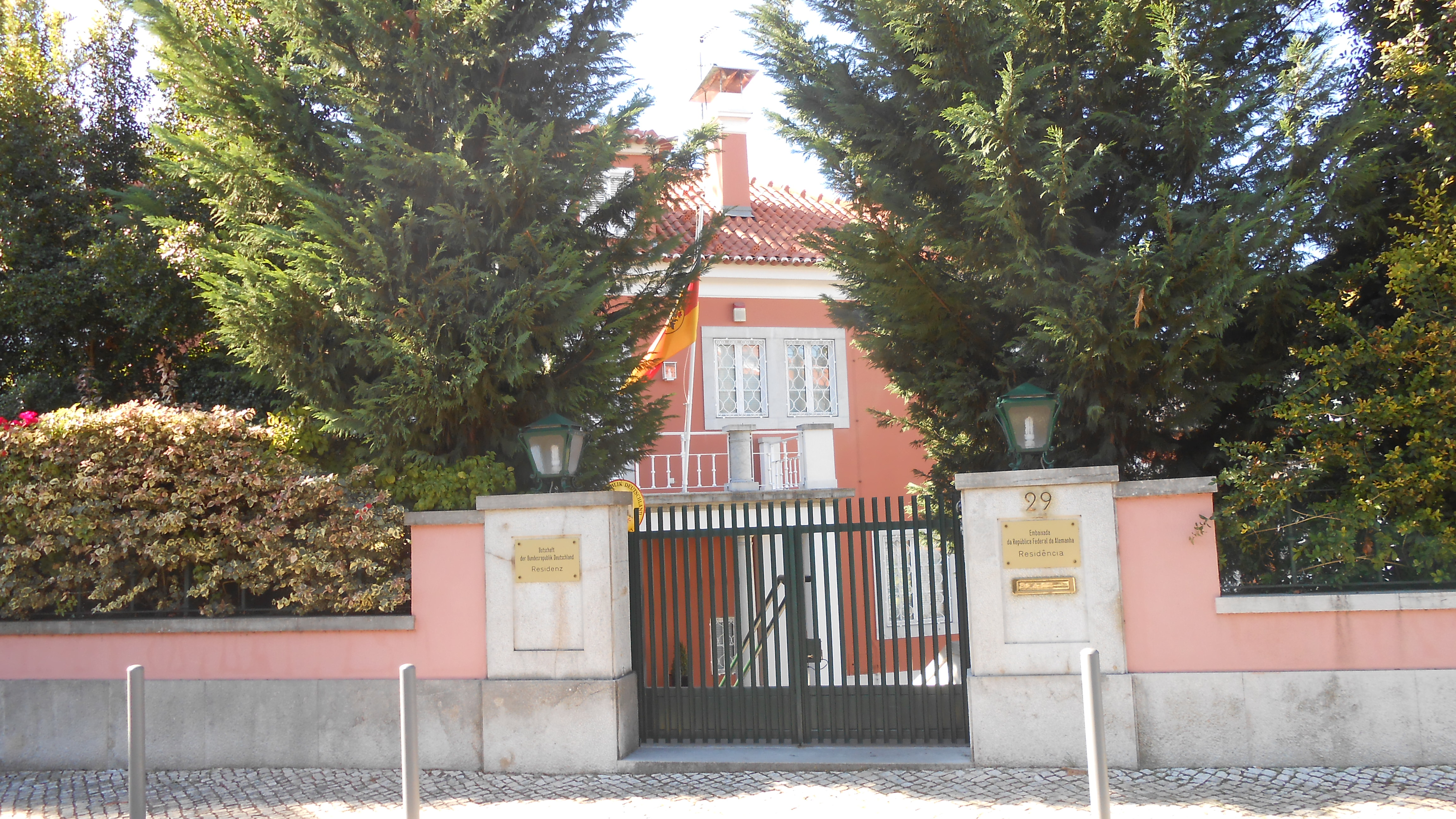
Residenz des Botschafters (2017)

 Als Kunst am Bau wurden für die Kanzlei und das Goethe-Institut folgende Objekte eingebracht:
- Erich Reischke: Trennwand
- Wilhelm Loth: Aluminiumskulptur
- Inge Vahle: »Fehmarn«, Wandbehang
- Claudio T. Spies: Springbrunnen

Die Residenz des Botschafters befindet sich im Stadtteil Belém.

## Auftrag und Organisation
Die Deutsche Botschaft Lissabon hat den Auftrag, die deutsch-portugiesischen Beziehungen zu pflegen, die deutschen Interessen gegenüber der Regierung von Portugal zu vertreten und die Bundesregierung über Entwicklungen in Portugal zu unterrichten.
In der Botschaft werden die Sachgebiete Politik, Wirtschaft sowie Kultur und Bildung bearbeitet.
Das Referat für Rechts- und Konsularaufgaben der Botschaft bietet deutschen Staatsangehörigen alle konsularischen Dienstleistungen und Hilfe in Notfällen an. Es besteht ein telefonischer Rufbereitschaftsdienst. Der konsularische Amtsbezirk der Botschaft umfasst ganz Portugal einschließlich Madeira und Azoren sowie Kap Verde. Die Visastelle erteilt Einreiseerlaubnisse für in Portugal ansässige Staatsangehörige dritter Länder.
Seit November 2020 ist die Botschaft Lissabon auch für Kap Verde zuständig; der Botschafter ist in Praia nebenakkreditiert. Die Zuständigkeit wurde aufgrund der gemeinsamen Landessprache Portugiesisch von der Botschaft Dakar (Senegal) nach Lissabon verlegt.
Honorarkonsuln der Bundesrepublik Deutschland sind in Porto, Lagos, Funchal (Madeira), Ponta Delgada (Azoren) und Mindelo (Kap Verde) bestellt und ansässig.

## Geschichte
Der Norddeutsche Bund und das Deutsche Reich hatten seit 1864 eine Gesandtschaft in Lissabon. Die diplomatischen Beziehungen waren von 1916 bis 1920 unterbrochen. Angesichts der Neutralität Portugals im Zweiten Weltkrieg blieb die diplomatische Vertretung bis 1945 bestehen. Die Bundesrepublik Deutschland eröffnete am 10. November 1952 eine Gesandtschaft, die am 16. Oktober 1956 in eine Botschaft umgewandelt wurde.
Nach Aufnahme diplomatischer Beziehungen am 16. Juni 1974 eröffnete auch die DDR eine Botschaft in Lissabon, die mit dem Beitritt zur Bundesrepublik Deutschland im Jahr 1990 geschlossen wurde.